# Абдукундузов, Мухаммадали
Мухаммадали Абдукундузов (узб. Muhammadali Abdukunduzov, род. 14 июля 1952) — актёр театра и кино, народный артист Узбекистана (1997) и Каракалпакстана, лауреат международной премии им. Бабура.

## Биография
Родился в кишлаке Яйпан Кагановичского района Ферганской области в семье рабочего, узбек. В 1969 году окончил среднюю школу. В 1971 году поступил на актёрский факультет Ташкентского государственного театрально-художественного института (ТГТХИ) имени А. Н. Островского.
По окончании ВУЗа в 1974 году направлен на работу в театр музыкальной драмы им. Маннона Уйгура в город Термез. Там познакомился с супругой Валентиной Николаевной.
С 1986 года — актёр Академического театра имени Хамзы (ныне Национальный Академический Драматический театр Узбекистана).
С 1996 по 2002 год — заместитель министра по делам культуры Республики Узбекистан (действующий актёр театра).
С 1998 по 2002 год — генеральный директор ТПО «Узбектеатр» (действующий актёр театра).
С 1998 по 2002 год — председатель союза театральных деятелей Узбекистана (действующий актёр театра).
С 2002 года — актёр Национального Академического Драматического театра Узбекистана.

## Творчество
Сценические образы в театре музыкальной драмы им. Маннона Уйгура (г. Термез):
- Фердинанд — Ф. Шиллер «Макр ва мухаббат» — «Коварство и любовь»
- Давронбек — Уйгун «Ватан ишки» — «Любовь к родине»
- Паратов — А. Н. Островский «Сепсиз киз» — «Бесприданница»
- Икромжон — С. Ахмад «Уфк» — «Восход» (главный приз в номинации лучшая мужская роль 1975 г.)
- Алибек — Ч.Айтматов «Сарвкомат дилбарим» — «Тополёк мой в красной косынке»
- Андрей — А. Гельман «Барча билан яккама-якка» — «Наедине со всеми»

Режиссёрские работы:
- Коракум фожеаси — Каракумская трагедия
- Ун саккиз ёшлигим — Мои восемнадцать
- Уйкусиз тунлар — Бессонные ночи

Сценические образы в Национальном академическом драматическом театре Узбекистана (г. Ташкент):
- Автор — Ч. Айтматов «Асрга татигуллик кун» — «И дольше века длиться день»
- Хумаюн,Бабур — П. Кадыров «Юлдузли тунлар» — «Звёздные ночи»
- Ермаков — В. Дозорцев «Сунгги кабул» — «Последний визит»
- Абдулла Кадырий и Атабек — А. Кадыри «Утган кунлар» — «Минувшие дни»,
- Узбек — К. Гоцци «Бахтли гадолар» — «Счастливые нищие»
- Хусайн Бойкаро — Уйгун, И. Султон «Алишер Навоий»
- Жуманов — У. Хошимов «Катагон» — «Репрессии»
- Воевода — Шекспир «Кореолан»
- Клавдий — Шекспир «Гамлет»,
- Чулпан — У. Азим «Кундузсиз кечалар» — «Безрассветные ночи» (на сцене с 1997 года по нынешний день)
- Александр Македонский — «Спитамен»,
- Маурисио — А. Касона «Дарахтлар тик туриб жон беради» — «Деревья умирают стоя»
- Прокурор — У. Азим «Огох булинг одамлар» — «Будьте бдительны люди»

Образы созданные в телефильмах и телепроектах:
- Захириддин Мухаммад Бабур — видеофильм «Бабур» (транслирован по телеканалам Турции и Пакистана)
- Алишер Навоий — видеофильм «Лайли ва Мажнун» — «Лейли и Меджнун»
- Чулпан — видеофильм Чулпан «Кеча ва кундуз» — «Ночь и день» (транслирован по телеканалам Турции и Пакистана)
- Амир Умархон — видеофильм «Увайсий»
- Историк — «Адолат комуси» художественно-публицистический фильм (посвящён конституции Узбекистана)
- Ведущий — «Асрларга тенг ун йил» — «Десять лет равные векам» художественно-публицистический фильм — хронология (посвящён 10-летию независимости Узбекистана)

Образы в кино:
- отец главного героя — «Нахотки, сен» 2005
- отец главного героя — «Фарёд» 2008
- бизнесмен (роль второго плана) — «Тавба» 2009
- Комил ака — «Жигарбандим» 2011
- отец Сардора Опа-сингиллар

Дубляж:
- «Наршахий»
- «Баховиддин Накшбанд»
- «Имом Термизий»
- «Ал-Фаргоний»

Большую популярность актёру принесла роль Бабура в одноимённом 10-серийном видеофильме, экранизации романа Пиримкула Кадырова «Звёздные ночи».
С 2005 года снимается в кино, в фильмах «Нахотки сен» и «Фарёд» (отец главного героя) актёр выступил в амплуа предпринимателя-олигарха, зрители привыкшие видеть его в исторических образах были не очень рады, молодёжь же приняла эти роли очень положительно.

## Награды и звания
- 1983 — Заслуженный артист Узбекской ССР
- 1997 — Народный артист Узбекистана[1]
- 1997 — лауреат международной премии имени Бабура
- 1998 — награждён медалью «Астана»
- 1999 — народный артист Каракалпакстана
- 2021 — Орден «Мехнат шухрати»[2]

## Семья
- Супруга: Абдукундузова Валентина Николаевна, (обладатель медали Шухрат [3] ) 1952 г.р

старший сын: Абдукундузов Жахонгир Мухамадалиевич
Младший сын: Абдукундузов Сардорбек Мухамадалиевич